# Шозо
Шозо (фр. Chozeau) насеље је и општина у источној Француској у региону Рона-Алпи, у департману Изер која припада префектури Ла Тур ди Пен.
По подацима из 2011. године у општини је живело 1052 становника, а густина насељености је износила 128,29 становника/km². Општина се простире на површини од 8,2 km². Налази се на средњој надморској висини од 220 метара (максималној 416 m, а минималној 204 m).

## Демографија
| 1962. | 1968. | 1975. | 1982. | 1990. | 1999. | 2011. |
| ----- | ----- | ----- | ----- | ----- | ----- | ----- |
| 291   | 305   | 427   | 517   | 618   | 813   | 1.052 |

График промене броја становника у току последњих година